# Alloscirtetica mourei
Alloscirtetica mourei är en biart som beskrevs av Urban 1977. Alloscirtetica mourei ingår i släktet Alloscirtetica och familjen långtungebin. Inga underarter finns listade i Catalogue of Life.